# Dufourea coeruleocephala
Dufourea coeruleocephala är en biart som beskrevs av Morawitz 1872. Dufourea coeruleocephala ingår i släktet solbin, och familjen vägbin. Inga underarter finns listade i Catalogue of Life.